# Демина (приток Уразовы)
Демина (укр. Демине) — река в России и на Украине, протекает в Белгородской и Луганской областях. Устье реки находится в 25 км по правому берегу реки Уразова. Длина реки составляет 25 км, площадь водосборного бассейна 293 км².

## Данные водного реестра
По данным государственного водного реестра России, относится к Донскому бассейновому округу, водохозяйственный участок реки — Оскол ниже Старооскольского гидроузла до границы РФ с Украиной, речной подбассейн реки — Северский Донец (российская часть бассейна). Речной бассейн реки — Дон (российская часть бассейна).
Код объекта в государственном водном реестре — 05010400312107000012100.